# Hollingstedt
Hollingstedt (tiếng Đan Mạch: Hollingsted) là một đô thị thuộc huyện Schleswig-Flensburg, trong bang Schleswig-Holstein, nước Đức. Đô thị Hollingstedt có diện tích 17,51 km², dân số thời điểm 31 tháng 12 năm 2006 là 999 người.
1. ↑   "Bevölkerung der Gemeinden in Schleswig-Holstein 4. Quartal 2021" (XLS) (bằng tiếng German). Statistisches Amt für Hamburg und Schleswig-Holstein.{{Chú thích web}}:  Quản lý CS1: ngôn ngữ không rõ (liên kết)